# Oh My Ghost
Oh My Ghost (Hangul: 오 나의 귀신님; RR: O Naui Gwisinnim) és una sèrie de televisió sud-coreana del 2015 protagonitzada per Park Bo-young, Jo Jung-suk, Kim Seul-gi i Lim Ju-hwan. Es va emetre a tvN del 3 de juliol al 22 d'agost de 2015, els divendres i dissabtes a les 20:30 (KST) durant 16 capítols.